# مرنگو (کشتی ۱۸۱۰)
مرنگو (کشتی ۱۸۱۰) (به انگلیسی: French ship Marengo (1810)) یک کشتی بود که طول آن ۵۵٫۸۷ متر (۱۸۳٫۳ فوت) بود. این کشتی در سال ۱۸۱۰ ساخته شد.